# Giovanni Francesco Banchieri
Giovanni Francesco Banchieri (Pistoia, 23 de setembro de 1694 - Pistoia, 18 de outubro de 1763) foi um cardeal do século XVIII

## Biografia
Nasceu em Pistoia em 23 de setembro de 1694. De uma família antiga e nobre. O mais novo dos três filhos de Pietro Banchieri e Juditta Cardi. As outras crianças eram Giulio e Ignazio. Seu sobrenome também está listado como Bancherius. Sobrinho do cardeal Antonio Banchieri (1726). Primo do cardeal Giacomo Oddi (1743).
Educação inicial em casa; depois, estudou no Seminario Romano ; então, ele estudou direito..
Entrou na prelazia romana como referendário dos Tribunais da Assinatura Apostólica de Justiça e da Graça em 9 de julho de 1733. Relator da Sagrada Consulta , fevereiro de 1736-1742. Clérigo da Câmara Apostólica, 8 de janeiro de 1742, por causa da morte de Monsenhor Giovanni Luca Nicolini. Presidente della Zecca , 1742. Pró-presidente delle Ripe , 9 de setembro a dezembro de 1743. Comissário do mar e superintendente geral do Castelo de Sant'Angelo , setembro de 1743-1747. Tesoureiro geral da Câmara Apostólica no lugar do reverendo padre Giovanni Battista Mesmer, promovido a cardinalato em 10 de abril de 1747 ..
Criado cardeal diácono no consistório de 26 de novembro de 1753; recebeu o chapéu vermelho em 29 de novembro de 1753; e a diaconia de S. Adriano, 10 de dezembro de 1753. Inscrito na SS. CC. o Conselho Tridentino, da Sagrada Consulta , da Imunidade Eclesiástica, do Bom Governo e da Reforma dos Tribunais. Abade commendatario de Subiaco, dezembro de 1753. Legado em Ferrara, vago por causa da morte do cardeal Giovanni Battista Barni, 11 de fevereiro de 1754; sua legação foi prorrogada em 20 de setembro de 1756; e novamente, 8 de agosto de 1758 até 13 de julho de 1761; ele deixou Ferrara nos primeiros dias de outubro de 1761, voltando para Roma..
Recebeu o subdiaconato em 24 de fevereiro de 1754. Abade commendatario de S. Firmano, em maio de 1756. Participou do conclave de 1758, que elegeu o Papa Clemente XIII. Protetor da Ordem dos Belém das Índias Ocidentais, em 14 de abril de 1761. Em julho de 1763, foi nomeado um dos superintendentes do Ospizio Apostolic dell'Invalidi , cargo vago por causa da morte do cardeal Lodovico Merlini. Em agosto de 1763, ele foi para o Bagni de Lucca, para tentar recuperar a saúde..
Morreu em Pistoia em 18 de outubro de 1763, de distúrbios renais e estomacais causados pela podagra, após receber os sacramentos da Igreja, em sua casa. Exposto na igreja da Companhia de Jesus, Pistoia; e enterrado na capela de sua família naquela igreja..